# Presidenti della Guinea-Bissau
I presidenti della Guinea-Bissau dal 1973 (data di indipendenza dal Portogallo) ad oggi sono i seguenti.

## Lista
| Presidente | Presidente | Presidente               | Partito                          | Elezione                    | Mandato           | Mandato           |
| Presidente | Presidente | Presidente               | Partito                          | Elezione                    | Inizio            | Fine              |
| ---------- | ---------- | ------------------------ | -------------------------------- | --------------------------- | ----------------- | ----------------- |
|            |            | Luís Cabral              | PAIGC                            | 1976-77                     | 24 settembre 1973 | 14 novembre 1980  |
|            |            | João Bernardo Vieira     | PAIGC                            | 1994                        | 14 novembre 1980  | 7 maggio 1999     |
|            |            | Ansumane Mané            | Militare                         | A seguito di colpo di Stato | 7 maggio 1999     | 14 febbraio 1999  |
|            |            | Malam Bacai Sanhá        | PAIGC                            | Ad interim                  | 14 maggio 1999    | 17 febbraio 2000  |
|            |            | Kumba Ialá               | Partito del Rinnovamento Sociale | 1999                        | 17 febbraio 2000  | 14 settembre 2003 |
|            |            | Veríssimo Correia Seabra | Militare                         | A seguito di colpo di Stato | 14 settembre 2003 | 28 settembre 2003 |
|            |            | Henrique Rosa            | Indipendente                     | Ad interim                  | 28 settembre 2003 | 1º ottobre 2005   |
|            |            | João Bernardo Vieira     | Indipendente                     | 2005                        | 1º ottobre 2005   | 2 marzo 2009      |
|            |            | Raimundo Pereira         | PAIGC                            | Ad interim                  | 3 marzo 2009      | 8 settembre 2009  |
|            |            | Malam Bacai Sanhá        | PAIGC                            | 2009                        | 8 settembre 2009  | 9 gennaio 2012    |
|            |            | Raimundo Pereira         | PAIGC                            | Ad interim                  | 9 gennaio 2012    | 12 aprile 2012    |
|            |            | Mamadu Ture Kuruma       | Militare                         | A seguito di colpo di Stato | 12 aprile 2012    | 11 maggio 2012    |
|            |            | Manuel Serifo Nhamadjo   | Indipendente                     | Ad interim                  | 11 maggio 2012    | 23 giugno 2014    |
|            |            | José Mário Vaz           | PAIGC                            | 2014                        | 23 giugno 2014    | 27 febbraio 2020  |
|            |            | Umaro Sissoco Embaló     | Madem G15                        | 2019                        | 27 febbraio 2020  | in carica         |